# Ławeczka Ireny Jarockiej w Międzyzdrojach
Ławeczka Ireny Jarockiej w Międzyzdrojach – pomnik polskiej piosenkarki Ireny Jarockiej mieszczący się na Promenadzie Gwiazd w Międzyzdrojach.
Pomnik wykonany jest z brązu i przedstawia Irenę Jarocką w skali 1:1.
Pomysłodawczynią powstania pomnika była Olga Popowska.
Pomnik odsłonięto 6 lipca 2018 roku o godz. 15:00, podczas 23. Festiwalu Gwiazd. W uroczystości brali udział m.in. były mąż Ireny Jarockiej – Michał Sobolewski, Olaf Lubaszenko – dyrektor artystyczny Festiwalu Gwiazd w Międzyzdrojach.
Odsłonięcia pomnika budziło konrtowersje przede wszystkim związane z lokalizacją: zwracano uwagę, że Irena Jarocka nie była aktorką, tylko piosenkarką, więc pomnik nie powinien znajdować się na Promenadzie Gwiazd. Artur Duszyński, dyrektor Międzynarodowego Domu Kultury w Międzyzdrojach oraz organizator Festiwalu Gwiazd, przekazał, że na powstanie pomnika nalegał mąż piosenkarki – Michał Sobolewski, a w procesie powstawania brała udział Fundacja Ireny Jarockiej, której jest prezesem.